# Boże Ciało (película)
Boże Ciało (literalmente «el cuerpo de Cristo» y estrenada en Francia como La Communion; titulada Corpus Christi en España y Pastor o impostor en Hispanoamérica) es una película dramática franco-polaca dirigida por Jan Komasa y escrita por Mateusz Pacewicz. Fue lanzada en el Festival de Cine de Venecia en 2019 y exhibida en la sección de Cine contemporáneo mundial del Festival de Cine de Toronto de 2019. Dentro de las Giornate degli Autori, la película ganó los premios Europa Cinemas Label e Inclusión Edipo Re.
La película fue elegida como representante de Polonia en la categoría Mejor película internacional en la 92.ª edición de los Premios Óscar, y fue elegida por la Academia en la selección final, pero no ganó el premio.

## Trama
Daniel tiene un despertar espiritual cuando se encuentra cumpliendo condena en un centro de detención de jóvenes por asesinato en segundo grado, pero su pasado criminal le impide volverse sacerdote una vez sale de prisión. Luego de salir de allí, es confundido con un sacerdote, y consecuentemente actúa como tal, dando sacramentos en una pequeña parroquia.

## Elenco
- Bartosz Bielenia como Daniel.
- Aleksandra Konieczna como Lidia, la sacristana.
- Eliza Rycembel como Marta.
- Leszek Lichota como el alcalde.
- Łukasz Simlat como el padre Tomasz.
- Tomasz Ziętek como Pinczer.
- Barbara Kurzaj como la viuda.

## Premios
65.ª edición de los Premios Sant Jordi
| Categoría                 | Resultado |
| ------------------------- | --------- |
| Mejor película extranjera | Ganadora  |

Festival Internacional de Cine de Chicago
| Categoría   | Candidato        | Resultado |
| ----------- | ---------------- | --------- |
| Mejor actor | Bartosz Bielenia | Ganador   |

Festival Internacional de Cine de Estocolmo
| Categoría   | Candidato        | Resultado |
| ----------- | ---------------- | --------- |
| Mejor actor | Bartosz Bielenia | Ganador   |

Otros premios
El filme ganó diez premios en el Festival de Cine de Gdynia, incluyendo Mejor director, Mejor guion, Premio de la Prensa y de la Audiencia.  Ganó la Estrella de Oro y un premio a Mejor actor para Bartosz Bielenia en el Festival de Cine de El Gouna, y una mención especial en el Festival Internacional de Cine de Reikiavik. En el CinEast de Luxemburgo, ganó el Premio Especial del Jurado y el Premio de la Crítica. Bartosz Bielenia también ganó un Shooting Stars Award por mayor promesa emergente del cine europeo.